# Berg (commune)
Pour les articles homonymes, voir Berg.
La commune de Berg est une commune suédoise du comté de Jämtland. 
Son chef-lieu se trouve à Svenstavik.

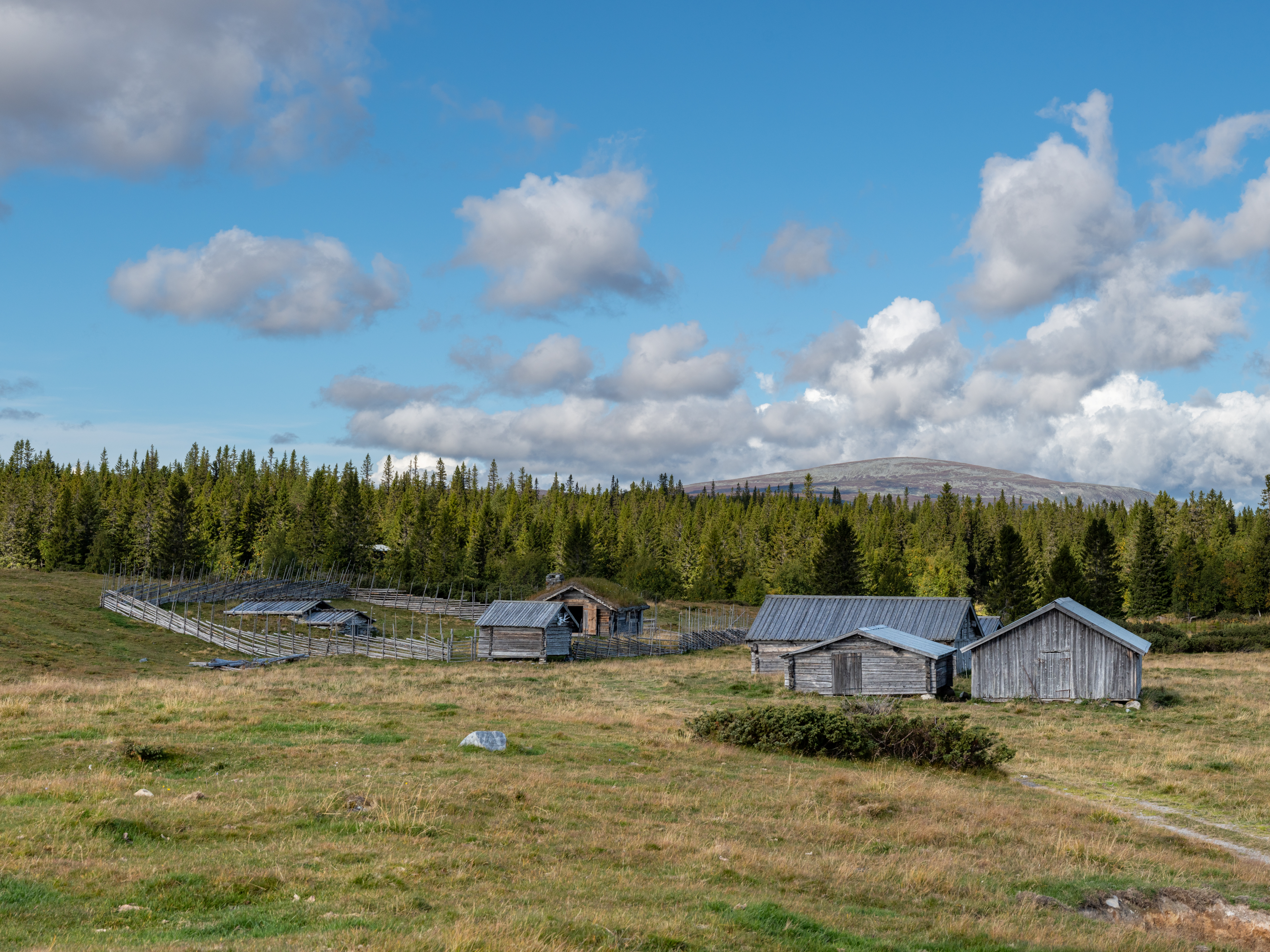
Ljåbodarna et Myltplockarstan à Berg. La montagne Hundshögen peut être vue en arrière-plan.

7 067 personnes y vivent. 

## Localités principales
- Åsarne
- Berg
- Hackås
- Joxåsen
- Klövsjö
- Kövra
- Ljungdalen
- Myre
- Myrviken
- Oviken
- Rätan
- Rätansbyn
- Skålan
- Storsjö
- Svenstavik
- Vigge